# Czesław Kukuczka

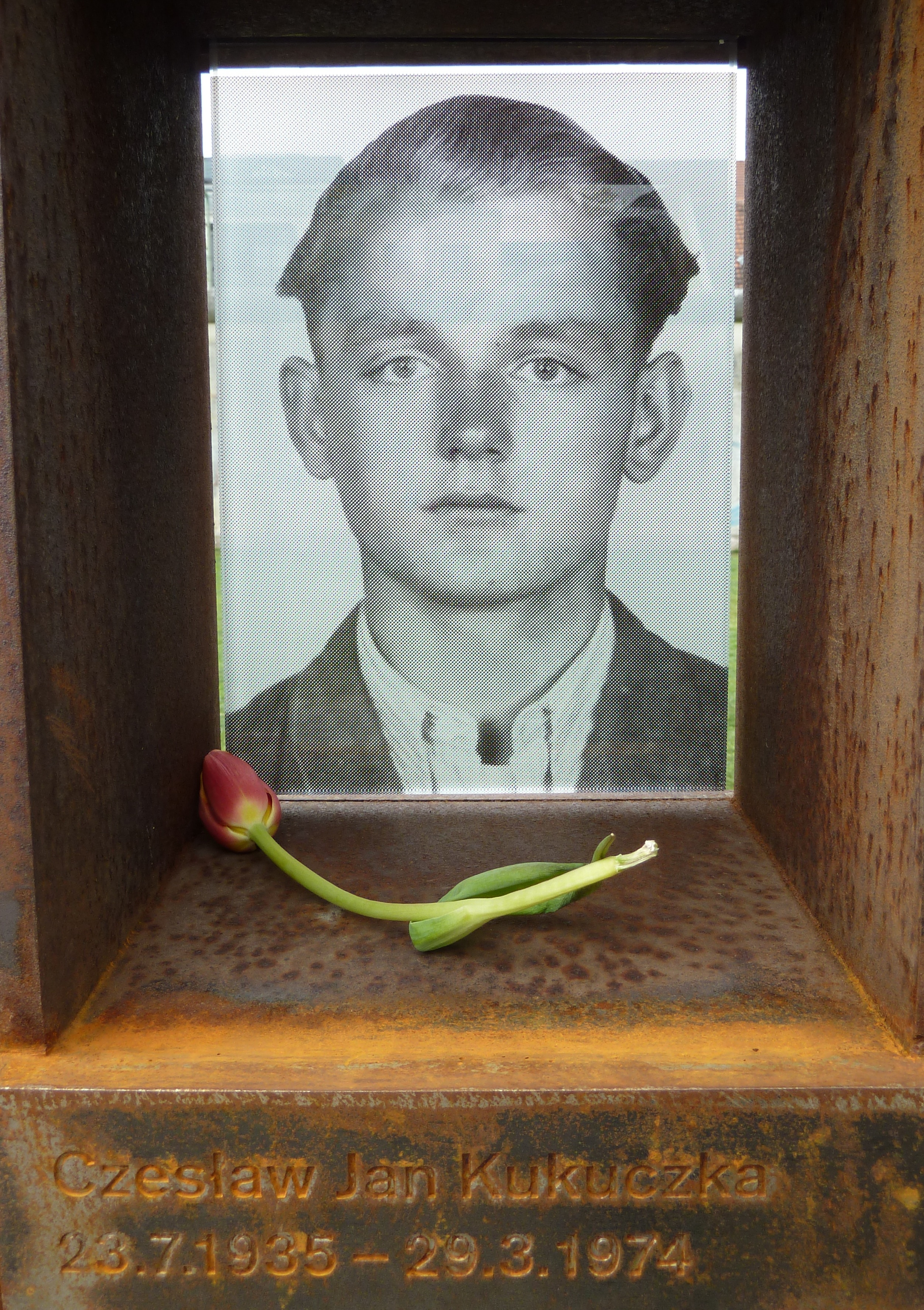
Foto von Czesław Kukuczka an der Gedenkstätte Berliner Mauer in Berlin

Czesław Jan Kukuczka (* 13. Juli 1935 in Kamienica, Polen; † 29. März 1974 in Ost-Berlin) war ein polnischer Feuerwehrmann, der bei einem Fluchtversuch aus der DDR ein Todesopfer an der Berliner Mauer wurde. Er war eines von zwei polnischen Todesopfern, die bei einem Fluchtversuch an der Berliner Mauer ums Leben kamen (das andere war Franciszek Piesik). Im Jahr 2024 wurde sein Tod vor dem Landgericht Berlin I verhandelt, und am 14. Oktober 2024 wurde der Angeklagte, der zur Tatzeit dem Ministerium für Staatssicherheit (MfS) angehörte, in erster Instanz wegen Mordes zu zehn Jahren Freiheitsstrafe verurteilt.

## Leben
Der 1935 geborene Kukuczka befand sich von 1953 bis 1954 in Haft, vermutlich wegen Unterschlagung. Nach seiner Entlassung heiratete er und wurde Vater dreier Kinder. Später wurde er Unterbrandmeister bei der Feuerwehr in Bielsko-Biała.
Am 29. März 1974 erschien er bei der polnischen Botschaft in Ost-Berlin (Unter den Linden 70–72) und erklärte, in seiner Aktentasche befände sich eine Bombe, mit der er die Botschaft in die Luft sprengen würde, wenn ihm nicht umgehend die Ausreise nach West-Berlin genehmigt würde. Sein Motiv war möglicherweise eine geplante Übersiedlung in die USA. Daraufhin wurde ihm ein Passersatzdokument mit dem erforderlichen Ausreisevisum für West-Berlin ausgestellt; heimlich wurde das Ministerium für Staatssicherheit verständigt. Er wurde zum Grenzübergang auf dem Bahnhof Friedrichstraße gebracht. In der auch als Tränenpalast bekannten Ausreisehalle schoss ihn nach Augenzeugenberichten ein Zivilist im dunklen Mantel und mit getönter Brille aus zwei Meter Entfernung von hinten nieder. Schwerverletzt wurde er in das Haftkrankenhaus der Staatssicherheit auf dem Gelände des Untersuchungsgefängnisses in Berlin-Hohenschönhausen überführt. Dort starb er wenige Stunden später.
Kukuczkas mutmaßlicher Mörder wurde für die Tat mit dem Kampforden „Für Verdienste um Volk und Vaterland“ in Bronze ausgezeichnet, dessen Vorgesetzte mit Silber und Gold.

## Ermittlungen
Nach der politischen Wende hatte die Berliner Staatsanwaltschaft mehrere Ermittlungsverfahren in dem Fall zunächst eingestellt. Erst 2016 wurde der mutmaßliche Täter, Martin Manfred N., ehemaliger Oberleutnant des MfS, identifiziert. Da man zu diesem Zeitpunkt jedoch von Totschlag ausging, wurde das Verfahren wegen Verfolgungsverjährung eingestellt. Auch in Polen wurde wegen des tödlichen Schusses auf den Feuerwehrmann ermittelt und im Sommer 2021 ein europäischer Haftbefehl erlassen. Polen beantragte daraufhin die Auslieferung von N. Das führte bei der deutschen Justiz zu einer neuen Bewertung, die in einer Anklage wegen Mordes mündete, da dieser nicht verjährt. Die Hauptverhandlung gegen N. begann am 14. März 2024 vor dem Landgericht Berlin I. Die Staatsanwaltschaft forderte am 7. Oktober 2024 zwölf Jahre Freiheitsstrafe für den Angeklagten. Am 14. Oktober 2024 wurde der nunmehr 80-jährige Angeklagte zu zehn Jahren Freiheitsstrafe verurteilt. Diese Strafe war die Mindeststrafe für Mord im Strafgesetzbuch der DDR, das insoweit milder war (Lex mitior); nach dem bundesdeutschen Strafgesetzbuch hätte grundsätzlich eine lebenslange Freiheitsstrafe verhängt werden müssen.  Der Verurteilte legte Revision gegen das Urteil ein.
Bei Todesopfern an der Berliner Mauer wurde zuvor nur in den Fällen von Hermann Döbler und Walter Kittel ein rechtskräftiges Urteil wegen Mordes ausgesprochen.